# بهین دارائی
بهین‌الدخت دارائی (۱۳۰۰ در زنجان - ؟) نویسنده ایرانی بود. او برای نگارش کتاب اشتقاق و املاء در فارسی در سال ۱۳۵۰ برندهٔ جایزه سلطنتی کتاب سال شد.

## زندگی
او فرزند امیرخسرو دارایی بود. خواهر کوچک‌ترش، آزاده (متولد ۱۳۱۰)، دیوان شعری به نام «اللر دیلی» به زبان ترکی دارد.

## آثار
- پیام‌های پرورشی در شاهنامه فردوسی
- املا و اشتقاق در زبان فارسی
- حرمان
- ترجمه کتاب خلاصه تاریخ الحکما قفطی که به کوشش بهین دارایی چاپ شده است.